# Technik in der Renaissance

Hans Holbein d. Jüngere: Die Gesandten (1533)

Die Technik in der Renaissance zeichnete sich gegenüber der Technik im Mittelalter vor allem durch bedeutende Erfindungen, wie dem Buchdruck und den Räderuhren aus. Besondere Fortschritte machten sich im Militärwesen, im Bergbau und in der Gewinnung von Metallen aus Erzen bemerkbar, die aufkommenden Naturwissenschaften wurden durch Weiterentwicklungen von Messinstrumenten begünstigt. Die Alchemie beschäftigte sich mit der Herstellung von Schießpulver und den für die weitere Entwicklung der Technik wichtigen Metallen.

## Erfindungen in der Wende vom Mittelalter zur Neuzeit
Gegen Ende des Mittelalters gab es in Europa einige wichtige Erfindungen, die bedeutenden Einfluss auf die Neuzeit hatten. Es handelt sich dabei um den Buchdruck von Gutenberg und die mechanischen Räderuhren.

### Buchdruck

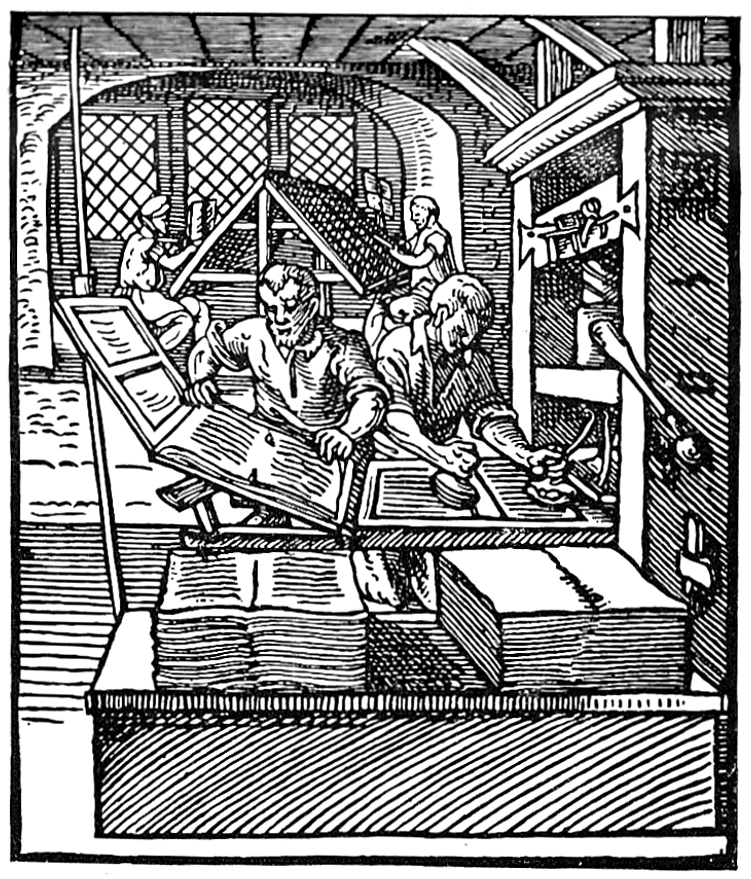
Buchdruck im 16. Jahrhundert

Im Mittelalter wurde die Vervielfältigung von Büchern vorwiegend in Klöstern vorgenommen, in dem sie von Mönchen per Hand abgeschrieben wurden. Andererseits waren bereits seit einiger Zeit Drucktechniken bekannt, bei welchen Negative aus Holz bzw. Metall geritzt wurden und als Stempel dienten. Johannes Gutenberg kam in der Mitte des 15. Jahrhunderts auf die Idee, anstatt ganzer Wörter einzelne Buchstaben herzustellen. Dafür erschuf Gutenberg für jeden Letter eine Patrize aus geritztem Stahl (entspricht dem bildverkehrten Buchstaben), welche in ein Stück Kupfer geschlagen wurde und somit einen Abdruck entstehen ließ. Durch das Gießen einer Blei-, Zinn- und Antimon-Legierung in diese Mutterform entstand eine Nachbildung der Patrize. Diese Nachbildung stellt den einzelnen beweglichen Letter dar, wovon eine beliebige Anzahl hergestellt werden konnte. Die Lettern wurden in ein sogenanntes Setzschiff eingesetzt und konnten schnell wieder anders angeordnet werden. Zu Beginn der Renaissance wurden so zahlreiche Bücher in großen Mengen gedruckt. Zunächst die Bibel, bald auch wissenschaftliche Literatur der antiken Autoren oder neue Bücher. Außerdem konnte man Flugblätter und Zeitungen drucken, was den Beginn der Massenkommunikation und damit einen bedeutenden Entwicklungsschritt der Mediengeschichte bedeutete.

### Mechanische Räderuhren
Die ersten mechanischen Räderuhren entstanden im 14. Jahrhundert. Im Inneren der Uhren bewegte ein Gewicht oder später eine Feder Zahnräder und dadurch die Zeiger. Diese Bewegung wurde von der sogenannten Hemmung, die von einem Pendel bewegt wurde, periodisch unterbrochen. Auf dem Gebiet der Uhrentechnik kam es zu einem Wechselspiel von Wissenschaft und Technik. In der Wissenschaft wurden Uhren in Experimenten benötigt, beispielsweise auf dem Gebiet der Dynamik. Andererseits widmeten sich auch zahlreiche Wissenschaftler den Uhren. Christiaan Huygens beispielsweise konnte zeigen, dass die Schwingungsdauer eines Pendels vom Ausschlag unabhängig ist, falls es sich auf einer Zykloiden bewegt, und konnte auch eine Uhr bauen, die dies umsetzte.

## Bergbau
Bergbau wurde seit dem Altertum betrieben. Mit zunehmender Tiefe ergab sich das Problem der Wasserhaltung: Sobald die Schächte unter den Grundwasserspiegel reichten, sickerte Wasser ein, das abgepumpt werden musste, um weiter vordringen zu können. Im 16. Jahrhundert wurden die Neuerungen und Abläufe unter anderem von Georgius Agricola und Biringuccio schriftlich festgehalten, sodass der damalige Stand der Technik sehr gut belegt ist. Der Abbau der Gesteine geschah noch mit den gleichen Methoden und Werkzeugen wie in Antike und Mittelalter. Beim Feuersetzen wurde das Gestein zunächst durch Feuer erhitzt, mit Wasser abgeschreckt und anschließend mit Hammer, Hacke und Meißel abgebaut.

### Abbau und Wasserhaltung
Neu in der Renaissance war der Schwinghammer, ein langer, mit beiden Händen zu benutzender Hammer mit einem flexiblen Schaft, der die Gefahr des Abprallens verminderte. Ein großes Problem im Bergbau war das einsickernde Grubenwasser, welches in der Antike mit archimedischen Schrauben, die von Sklaven bedient wurden, gelöst wurde. Am Ende des Mittelalters nutzte man dazu Ledereimer und Schöpfräder, die von Menschenhand bedient wurden, später dann Becherwerke, die mit Wasserrädern, Treträdern oder Göpeln angetrieben wurden. Alternativ wurden Bulgen eingesetzt, große lederne Gefäße, die mit Winden aus den Gruben gezogen wurden. Neu eingeführt wurden die Kehrräder. Das waren Wasserräder, die ihre Laufrichtung ändern konnten, um Lasten ohne kompliziertes Getriebe sowohl zu heben als auch zu senken. Wasserräder kamen auch bei Bergwerken ohne direkte Nähe zu Wasserläufen zum Einsatz. Dafür wurden Feldgestänge (Kunstgestänge) zwischen Rad und Schacht installiert, womit man auch mehrere Kilometer überbrücken konnte. Eine weitere neue Methode war die Verwendung von Saugpumpen. Während am Ende des Mittelalters einige Bergwerke geschlossen werden mussten, weil mehrere hundert Mann mit Eimern nicht in der Lage waren, die Stollen zu entwässern, konnte man nun mit nur wenigen Maschinisten abgesoffene Bergwerke wieder in Betrieb nehmen. Dafür waren jedoch größere finanzielle Investitionen in die Maschinen nötig. Als man in immer größere Tiefen vorstieß, rissen die Seile öfter, was unter anderem für Da Vinci Anlass war, sie erstmals wissenschaftlich zu untersuchen. So entstanden Begriffe wie Belastbarkeit und Festigkeit oder die Reißlänge, die die Länge angibt, bei der ein Seil unter seinem eigenen Gewicht reißt. 1712 entwickelte der englische Schmied Thomas Newcomen schließlich die erste funktionierende Kolbendampfmaschine, die im Bergbau auch Verbreitung fand. In anderen Branchen wurde die Dampfmaschine erst nach der entscheidenden Verbesserung durch James Watt in der zweiten Hälfte des 18. Jahrhunderts verwendet.

### Fördern, Pochen und Waschen

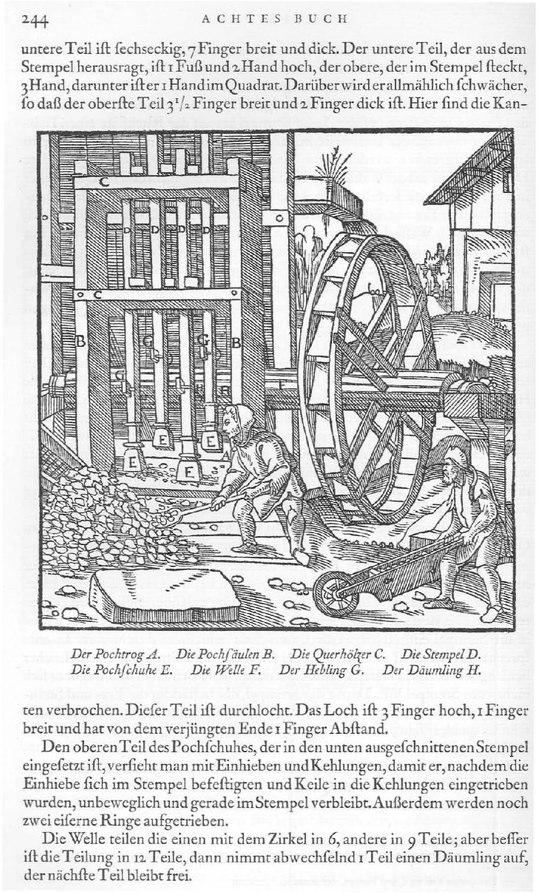
Skizze mit Funktionsweise des Pochwerks

Für das Fördern unter Tage nutzte man Wagen und Karren, die teilweise auch auf Holz- und später Eisenschienen fuhren. Über Tage wurde die Materialbewegung als Transport bezeichnet und mittels von Pferden gezogener Wagen bewerkstelligt. Während der Industrialisierung wurden dann Dampfeisenbahnen dazu genutzt. Vor dem Schmelzen wurden die Erze zerkleinert und durch Waschen vom tauben (nicht erzhaltigen) Gestein befreit, was vor allem dazu diente, die teure Holzkohle beim Schmelzen zu sparen. Das Zerkleinern wird als Pochen bezeichnet. Hierfür wurden im Mittelalter Erzmühlen verwendet, aus denen nun Pochwerke entstanden. Beim Pochen wurde mit Hilfe eines Wasserrades eine Welle mit Nocken gedreht, welche dann Holzpfähle anhob und in einer gewissen Höhe wieder freiließ. Diese Holzpfähle waren an der Unterseite mit Eisen ummantelt und trafen beim Freilassen in einen mit Erz gefüllten Becher, sodass das Erz zerkleinert wurde.

## Metallverarbeitung
Bis ins Mittelalter war das Rennverfahren weit verbreitet, dabei wurden Rennöfen durch Holzkohle erhitzt und das reduzierte Eisen sammelte sich als verbackener Klumpen am Boden der Grube. Der Rennofen musste nach jedem Durchgang komplett abgebrochen werden und für den nächsten Durchgang neu errichtet werden. Zur Luftzufuhr nutzte man den natürlichen Hangwind (bei Schmelzgruben, die an Hängen installiert waren) bzw. Blasrohre oder Blasebälge.
Durch den erhöhten Verbrauch von Holz und Holzkohle entstanden immer länger werdende Transportwege des Holzes, es wurde somit teuer und knapp. In England war der Holzeinschlag so gravierend, dass Holz importiert werden musste. In den kaiserlichen Erfinderprivilegien für den Zeitraum von 1500 bis 1600 bezogen sich 26 der 78 Privilegien auf holzsparende Technologien. Die Rohstoffknappheit und die Weiterentwicklung der Öfen zeigte eine Ersetzung des Brennstoffs Holz durch Steinkohle und Koks nach der Renaissance. Um das Jahr 1500 hatten die Fugger  – dank des Wirkens von Hans Fugger – ein Monopol für das Metall Kupfer.

### Schmelzen und Gießen

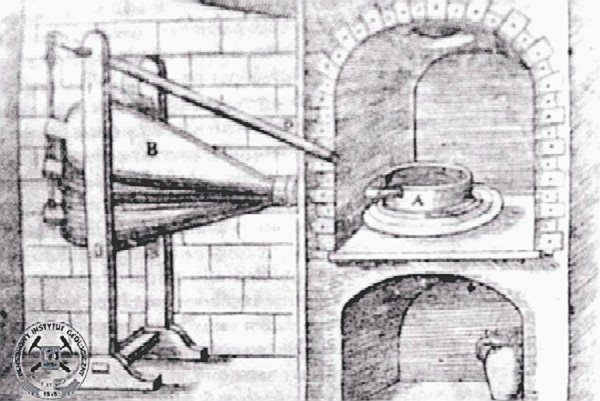
Skizze eines Schachtofens, der mit einem Blasebalg verbunden ist.

Der steigende Eisenbedarf konnte aber bald nicht mehr aus dem Rennverfahren gestillt werden, wodurch zunächst Schachtöfen, später dann Hochöfen entwickelt wurden. Mit den Schachtöfen konnte nun eine Scheidung des Eisens vom Stahl vorgenommen werden. Dabei wurde der Ofen mit feuerfestem Stein bzw. Lehm oder Ton ausgemauert und ein Blasebalg mit Wasserkraft betrieben, um eine konstante und ausreichende Luftzufuhr zu gewährleisten. Das anschließende Gießen des Eisens markiert die Erfindung des Eisengusses.
Die Gewinnung der meisten Nichteisenmetalle wie Zinn und Zink erfolgte durch Erhitzen und Schmelzen. Gold, Kupfer und Silber konnte man grundsätzlich auch aus den Erzen herausschmelzen, jedoch benötigte man dazu wegen des höheren Schmelzpunktes mehr Energie. Zudem war Kupfer oft mit anderen Metallen wie Zinn vermischt, was aber auch gewünscht wurde, weil es dadurch nicht so spröde war und als Bronze sehr gut verarbeitet werden konnte. Reines Kupfer ist zum Gießen dagegen nicht geeignet.

### Gewinnung von Gold und Silber
Problematisch war, dass die begehrten Edelmetalle häufig als geringe Beimengung in Kupfererzen vorkamen. Die genaue chemische Zusammensetzung war damals noch nicht bekannt, sondern erschloss sich erst im Laufe der Zeit durch zahllose Versuche. Im 16. Jahrhundert setzte sich das Amalgieren bei der Goldgewinnung durch. Für Silber wurde Blei benutzt, in dem sich das Edelmetall löste, während das Kupfer zurückblieb. Anschließend wurde die Lösung durch Seigern getrennt: Blei setzte sich als dichteres Metall unten ab, während das andere oben abgeschöpft werden konnte. In den südamerikanischen Silberminen war man auf den Import von Quecksilber aus Spanien angewiesen, da lokal weder Quecksilber noch ausreichend Holz für das Schmelzen vorhanden war.

### Drahtziehen
Eine entscheidende Neuerung fand im Bereich des Drahtziehens statt. Während die bisherige Herstellung von Draht durch das Schmieden von Eisen bestand, wurde im Mittelalter der Draht durch verschieden große Löcher gezogen, bis die gewünschte Dicke erreicht war. Mit bloßer Muskelkraft konnte die Nachfrage bald jedoch nicht mehr gestillt werden. Durch das Verwenden eines unterschlächtigen Wasserrades konnte die Kraft auf eine Kurbelwelle übertragen und zum Ziehen des Drahtes verwendet werden.

## Militärtechnik
Die mittelalterlichen Schlachten wurden vor allem von den Rittern entschieden, während Fußtruppen nur eine untergeordnete Rolle spielten. Aber bereits gegen Ende des Mittelalters zeichnete sich der Niedergang der Ritter ab: Im Hundertjährigen Krieg gewannen englische Langbogenschützen mehrfach gegen französische Ritterheere, während sich Schweizer Pikeniere gegen deutsche Ritter durchsetzten. Erste militärische Anwendung soll das Schießpulver in Europa 1331 bei der Belagerung von Cividale durch deutsche Ritter und bei der Schlacht bei Crécy im Hundertjährigen Krieg im Jahr 1346 erhalten haben, wo es allerdings noch keine entscheidende Rolle spielte. Durch die neuen Feuerwaffen verloren die Ritter weiter an Bedeutung, die schwere Rüstung wurde den Anforderungen des „nimble gunner“, wie der neue Soldat charakterisiert wurde, nicht mehr gerecht. Wichtige militärische Konflikte der Renaissance waren der Dreißigjährige Krieg (1618–1648) und die Kriege unter Friedrich dem Großen von Preußen.

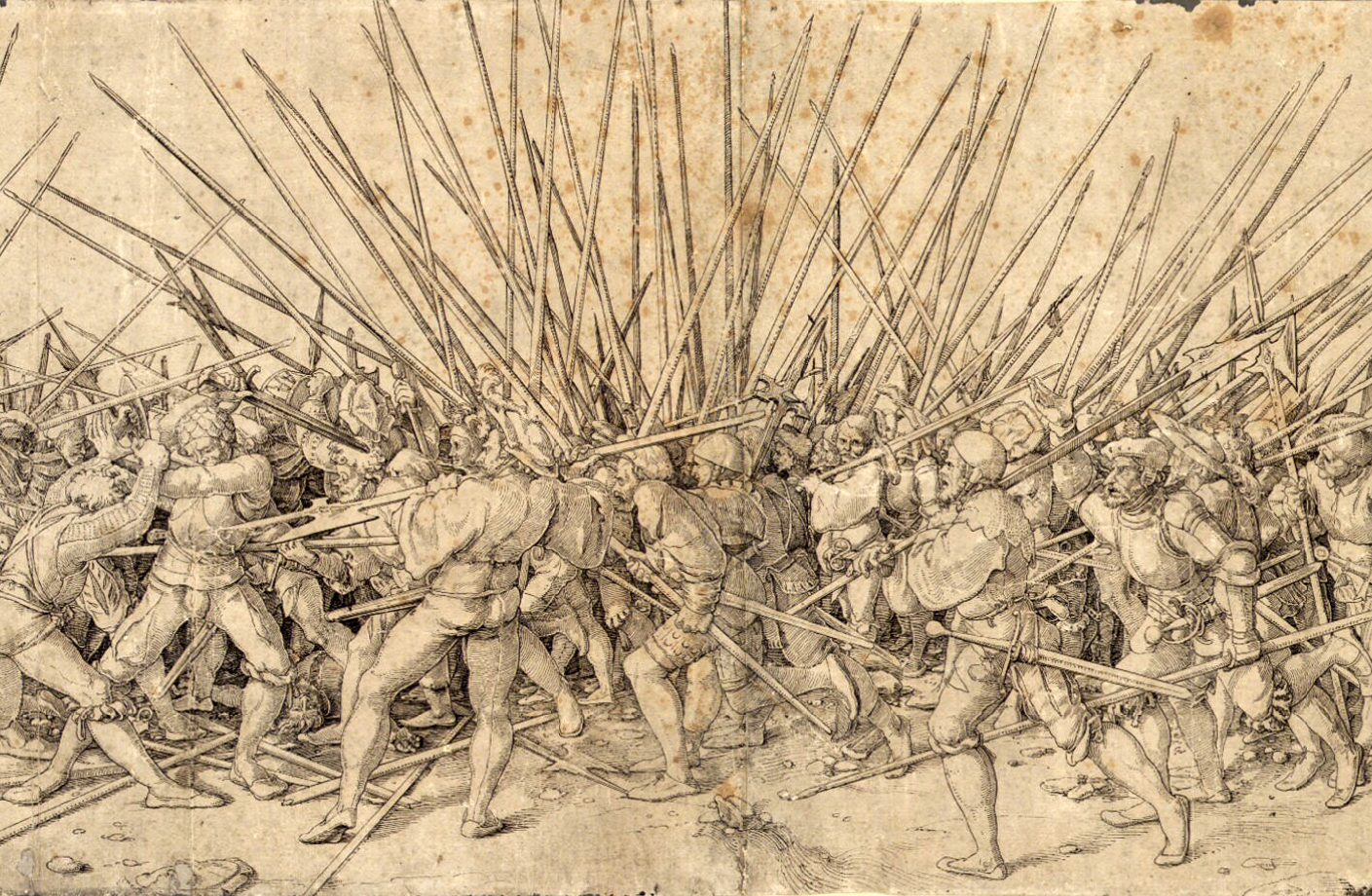
Landsknechte beim Kampf mit ihren Spießen (Radierung von Holbein)

Für den Übergang vom Mittelalter zur Neuzeit waren verschiedene Stangenwaffen wie die Pike oder die Hellebarde typisch. Beide wurden mit beiden Händen geführt, sodass die Soldaten keine Schilde nutzen konnten. Die Pike war etwa vier Meter lang und hatte eine eiserne Spitze zum Zustechen. Gegen Angriffe von Rittern oder anderer Kavallerie wurde das hintere Ende in den Boden gestoßen und die Waffe in einem Winkel von etwa 30° gehalten. Die von den Pikenieren gebildeten Gewalthaufen bildeten so für berittene Krieger ein unüberwindliches Hindernis, da die Pferde davor scheuten. Die nur zwei Meter lange Hellebarde dagegen galt als Angriffswaffe. Sie war mit einer Spitze zum Stechen ausgestattet sowie mit einem Beil und einer Spitze, die sämtliche Rüstungen durchdringen konnte. Zur Abwehr von Kavallerie eignete sie sich weniger, sodass Pikeniere und Hellebardieren häufig gemeinsam kämpften.
Eine wichtige Erfindung war die Arkebuse, eine Frühform der Muskete, welche allmählich bestehende Fernwaffen wie Bogen und Armbrüste ablöste. Da die Musketiere nach dem Schießen längere Zeit nachladen mussten und dabei wehrlos waren, zogen sie sich hinter die Pikeniere zurück. Die Musketen wurden aus Eisen geschmiedet oder Bronze gegossen, die Munition bestand aus Bleikugeln, die sich die Schützen selbst von einem größeren Block schneiden konnten. Die spätmittelalterlichen Feuerwaffen bestanden aus einem einfachen Eisenrohr auf einem Schaft aus Holz. Einen Abzugmechanismus wie bei den Armbrüsten gab es nicht, weshalb sie sehr günstig in der Herstellung waren. Zum Abfeuern wurden sie auf Hüfthöhe in einer Hand gehalten und mit einem heißen Eisen oder einer glimmenden Lunte gezündet. Eine wichtige Weiterentwicklung war das Luntenschloss, bei dem die Lunte in einem Mechanismus eingespannt war, sodass der Schütze beide Hände zum Zielen frei hatte und so die Waffe von der Schulter aus abfeuern konnte, was die Zielgenauigkeit deutlich erhöhte. Beim Radschloss rieb ein drehendes Stück Metall an einem Feuerstein und erzeugte so Funken. Am Ende des 17. Jahrhunderts setzte sich das Steinschloss durch und war bis zum Beginn des 19. Jahrhunderts in Verwendung, als es vom Zündnadelgewehr abgelöst wurde. Schützen konnten sich anfangs nicht gegen Reiterangriffe wehren und waren nach dem einmaligen Abfeuern ihrer Waffen längere Zeit wehrlos. Abhilfe schuf das Spundbajonett, eine Klinge, die zunächst in den Lauf geschoben wurde, sodass man sie ähnlich wie eine Pike nutzen konnte, aber nicht mehr schießen konnte. Später wurden die Bajonette, als Tüllenbajonett, mit einer Tülle um den Lauf angebracht, sodass man die Waffe auch noch abfeuern konnte.
Durch das Verfahren des Eisengießens konnten Kanonen gebaut werden, welche der starken Explosionskraft standhielten. Waren diese anfangs noch nicht sehr effektiv und unbeweglich, wurden sie im 15. Jahrhundert unter Karl VIII. von Frankreich weiterentwickelt und dabei die Räderlafette eingeführt, sowie körniges Pulver verwendet. Als Geschosse bewährten sich eiserne Kugeln, die Steinmauern durchbrechen konnten. Aber es wurden auch explosive Geschosse eingesetzt, woraus sich auch die Handgranate entwickelte.

## Feinmechanik, Instrumente und Messgeräte
Zahlreiche Neuerungen gab es auf dem Gebiet der Feinmechanik, der Instrumente und der Messgeräte sowie der Uhrmacher. Sie wiesen zahlreiche Verbindungen zu den neu entstehenden Wissenschaften auf, die dank der wissenschaftlichen Revolution aufblühten. Neu waren verschiedene optische Geräte wie das Teleskop, das zunächst in der Astronomie Verwendung fand. Die Erfindung des Fernrohrs durch Hans Lipperhey und die Weiterentwicklung durch Galileo Galilei ermöglichten astronomische Untersuchungen. Der Beruf des Instrumentenbauers wurde zu einer wichtigen Instanz, da es eine immer steigende Nachfrage nach genaueren und besseren Instrumenten gab. Diese fertigten Instrumente für die Wissenschaftler, die sich ihrerseits auch mit diesen Geräten befassten und so die Optik als wissenschaftliche Disziplin schufen. Des Weiteren förderten die Entdeckungsreisen Navigationsinstrumente, wie den Kompass und Seekarten, welche bald unerlässlich für die Seefahrt wurden. Eine Frühform des Sextanten, das nautische Astrolabium, wurde ebenfalls entwickelt und stetig weiterverbessert. Im technischen Bereich kamen vermehrt Zeichnungen von technischen Geräten auf. Diese entstanden einerseits in Büchern, welche Vorgänge, z. B. das Wasserheben in Bergwerken durch Wasserräder, beschrieben, andererseits aber auch in Skizzen wie bei Leonardo da Vinci.
Weitere Geräte, die entweder vollkommen neu waren oder deutlich verbessert wurden, waren Bussole, Proportionalzirkel, Geschützaufsätze und Quadrant. Hinzu kommt die Luftpumpe von Otto von Guericke.

## Bautechnik
Die mittelalterliche Burg, die sowohl Wohn- als auch Wehrbau war, entwickelte sich weiter zur Festung als ausschließlicher Wehrbau einerseits und zum Schloss als Wohn- und Repräsentationsbau andererseits. Die Mauern der Burgen waren vor allem hoch, damit sie nicht leicht mit Leitern erklommen werden konnten. Mit dem Aufkommen der Kanonen verloren sie ihre Schutzfunktion. Stattdessen baute man Festungen mit niedrigeren aber dickeren Wällen, die dem Beschuss der Kanonen standhalten konnten. Um die eigentliche Mauer, die Kurtine, zu schützen, wurden ihr verschiedene Mauerwerke vorgelagert, wie die Bastion oder der Ravelin. Um sicherzustellen, dass die Verteidiger jeden Punkt vor diesen Verteidigungseinrichtungen beschießen konnten, entstanden ausgefallene geometrische Grundrisse. Schlösser wurden nun inmitten der Städte gebaut und dienten als Wohngebäude der Adligen sowie zu Repräsentationszwecken. Die meisten Baumeister waren zu Beginn der Renaissance sowohl auf militärischem als auch zivilen Gebieten tätig. Mit der Zeit wurde jedoch eine Spezialisierung und somit auch eine Trennung vollzogen. In Frankreich wurden während des 17. Jahrhunderts vom Staat zahlreiche Festungen, Straßen und Brücken gebaut. Auf Anordnung des Ministers wurden die Festungsbauingenieure zum Corps des ingénieurs du génie militaire, die Straßen- und Brückenbauingenieure zum Corps des ingénieurs des ponts et chaussées zusammengefasst. Im 18. Jahrhundert folgten dann auch spezielle Schulen für deren Ausbildung.

## Transport
Von Pferden gezogene Wagen waren bereits seit der Antike bekannt. Im Mittelalter wurden sie fast ausschließlich zu Transportzwecken genutzt, erst beim Übergang zur Renaissance kamen auch Kutschen auf, die von Adligen zu Reisezwecken genutzt wurden. Lastwagen erhielten im Laufe der Renaissance eine immer größere Nutzlast. Im 17. Jahrhundert konnten die Wagen etwa drei bis vier Tonnen aufladen und wurden von vier bis sechs Pferden gezogen. Im 18. Jahrhundert konnte man mit zwölf Pferden bis zu acht Tonnen bewegen. Da der Bodendruck dabei zunahm, wurde die Breite der Räder auf bis zu 18 cm vergrößert. Schmalere Räder konnten die befestigten Straßen beschädigen, sodass für sie teilweise auch Gebühren erhoben wurden.
Im Schiffsbau gab es keine großen technischen Neuerungen wie die Kogge im Mittelalter oder das Dampfschiff ab dem 19. Jahrhundert. Dennoch nahm die Bedeutung der Schiffe zu, da sie für den Seehandel nach Amerika oder Asien benötigt wurden. Da diese Handelsbeziehungen auch wirtschaftlich immer bedeutender wurden, begannen viele europäische Staaten mit dem Aufbau einer Marine. Die Schiffe wurden nun nicht mehr wie früher als Handelsschiff mit militärischen Aufbauten gebaut, sondern von Anfang an als Kriegsschiff konzipiert und mit Kanonen ausgerüstet und in standardisierte Größenklassen sortiert. Dazu zählen die Linienschiffe oder die Fregatte.